# 佐田隆居
佐田 隆居（さだ たかおき）は、戦国時代の武将。大内氏の家臣。豊前国宇佐郡佐田城主。

## 生涯
佐田氏は宇都宮氏の流れを組む。
天文20年（1551年）の大寧寺の変で大内義隆が殺害されると、弘治2年（1556年）に大友宗麟が宇佐郡に侵攻してきたのをきっかけに大友氏に従う。
永禄2年（1559年）8月22日、隆居と田原親宏と田原親賢ら大友勢豊前方面軍は、毛利元就の調略に応じ挙兵した豊前国人・西郷隆頼や野仲鎭兼らの不動岳城、西郷城を攻略した。
9月16日、大友宗麟は親宏、親賢、隆居らに命じて門司城を攻撃させる。これに対し、元就は嫡男の毛利隆元・三男の小早川隆景らを門司城へ後詰に向かわせた。隆景は児玉就方に海上封鎖を命じる一方、門司と小倉の間に乃美宗勝の軍勢を上陸させて大友勢を攻撃し、さらに水軍を展開して大友軍の退路を断つなどしたため、大友方は退却を余儀なくされた。26日、軍勢を整えた親宏、親賢、隆居ら大友軍は門司城を攻めて、隆居が本丸一番乗りを果たし、田原親賢から感状を受けた。また、毛利方の門司城督・波多野興滋や波多野兵庫、須子大蔵丞らを討ち取った。
天正11年（1583年）正月に安心院麟生が反乱を起こした際は、本領安堵を条件としてこれを帰順させた。
大友氏の没落以降は、佐田氏は福岡藩を開いた黒田氏、その後熊本の細川氏に仕えたとされる。